# 胡雪岩故居
30°14′23″N 120°10′05″E / 30.23972°N 120.16806°E
胡雪岩故居位于中国浙江省杭州市上城区元宝街18号，是清末红顶商人胡雪岩的故居。1992年被列为杭州市文物保护单位，2005年被列为浙江省文物保护单位，2006年被列为全国重点文物保护单位（归入第三批的胡庆余堂）。

## 历史
胡雪岩故居占地面积10.8亩，东连牛羊司巷，南至元宝街，西接袁井巷，北靠望江路。胡雪岩破產而死后，故居先抵给文煜，后卖给创办浙江兴业银行的蒋抑卮家。中华人民共和国成立后，正厅和芝园大部分租给了浙江财政干校，1958年在此办起了杭州青年中学。60年代后由杭州市文化局接管，先作为杭州艺术专科学校，后又作为杭州话剧团、曲艺团、歌舞团等单位的团部。文革后期又被送给了杭州刃具厂，除了作厂房用，还作为宿舍使用。2000年杭州市政府决定由杭州博物馆主持修复胡雪岩故居，1年后修复完成。

## 图片

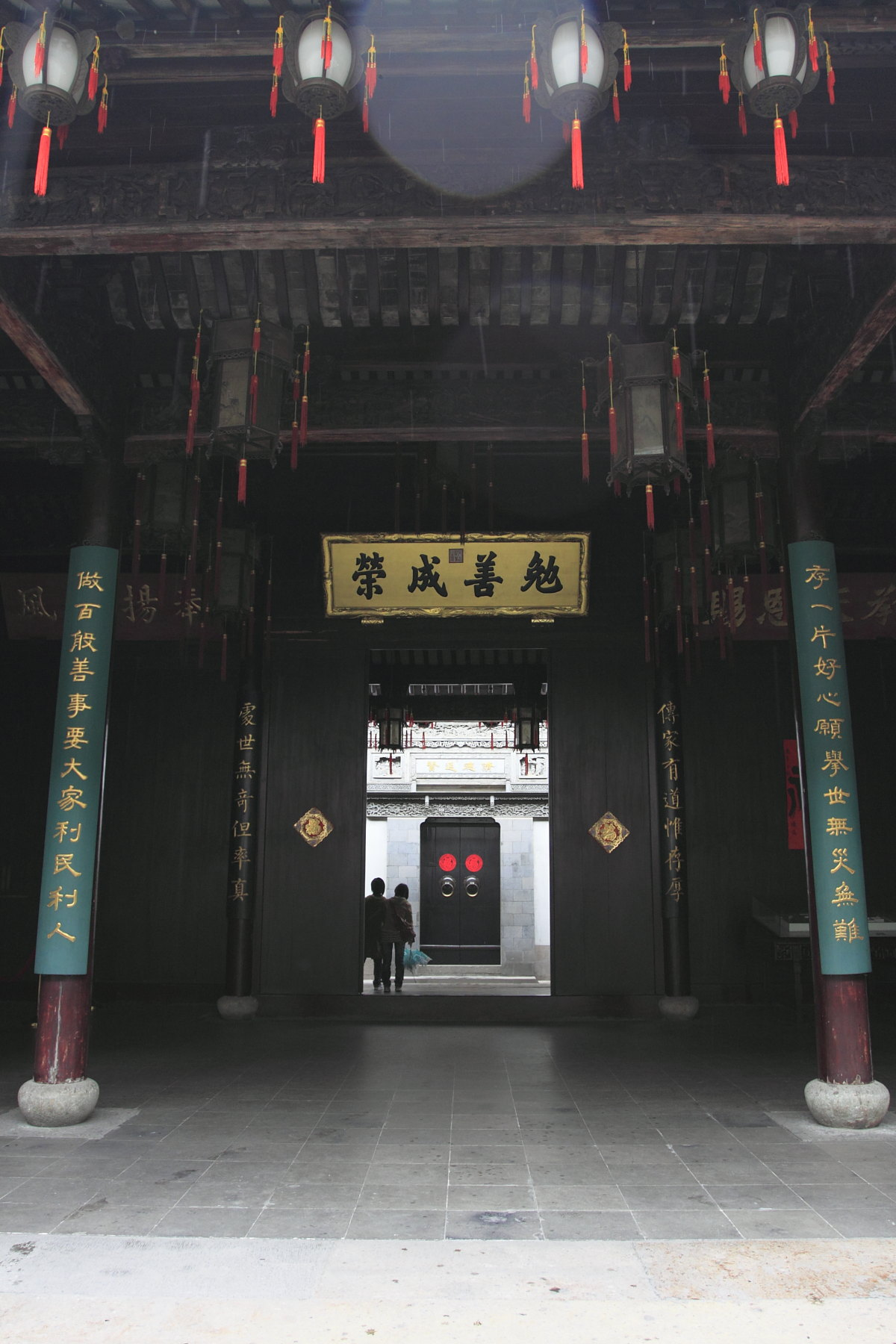
轿厅
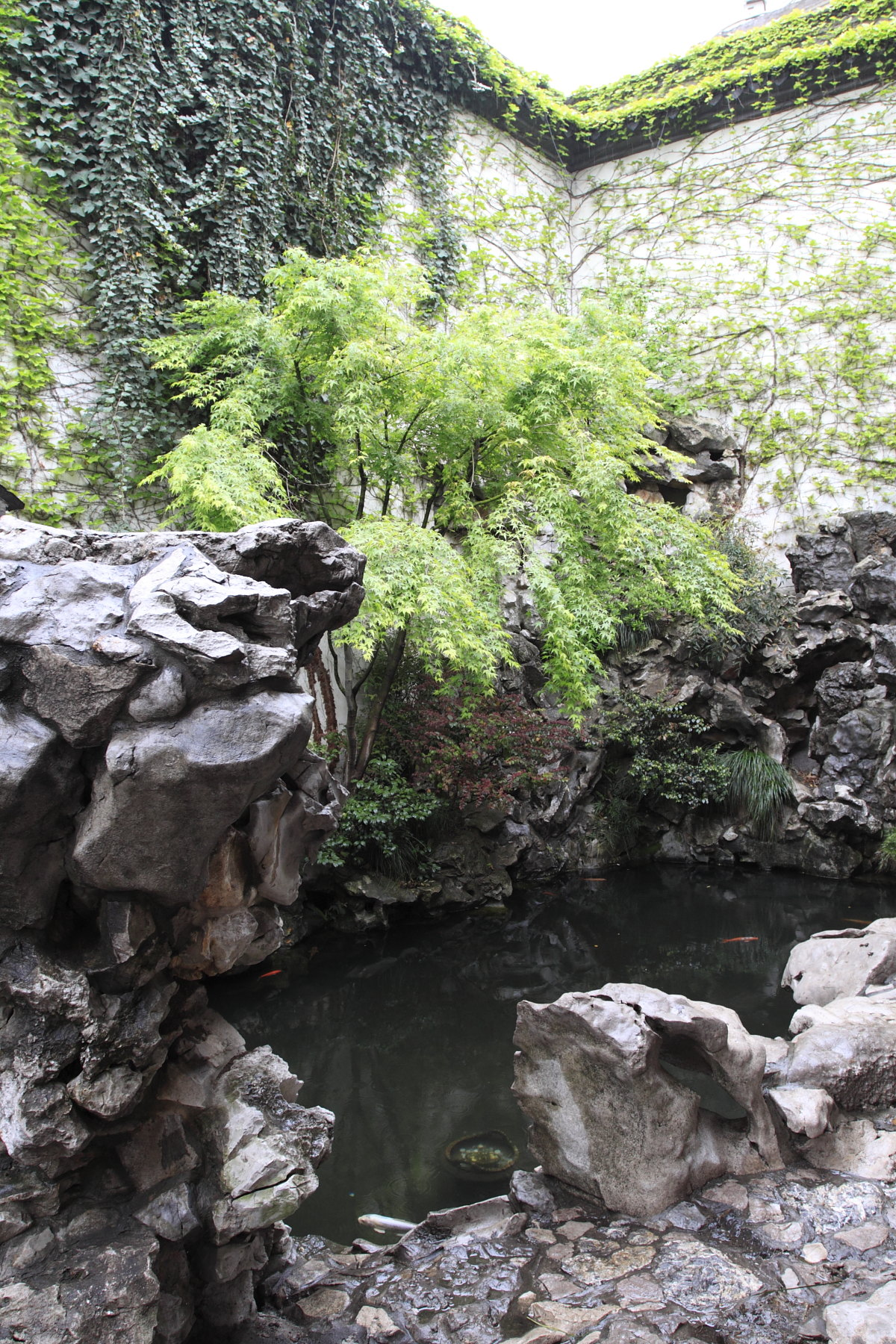
颐夏院旁的假山和水池
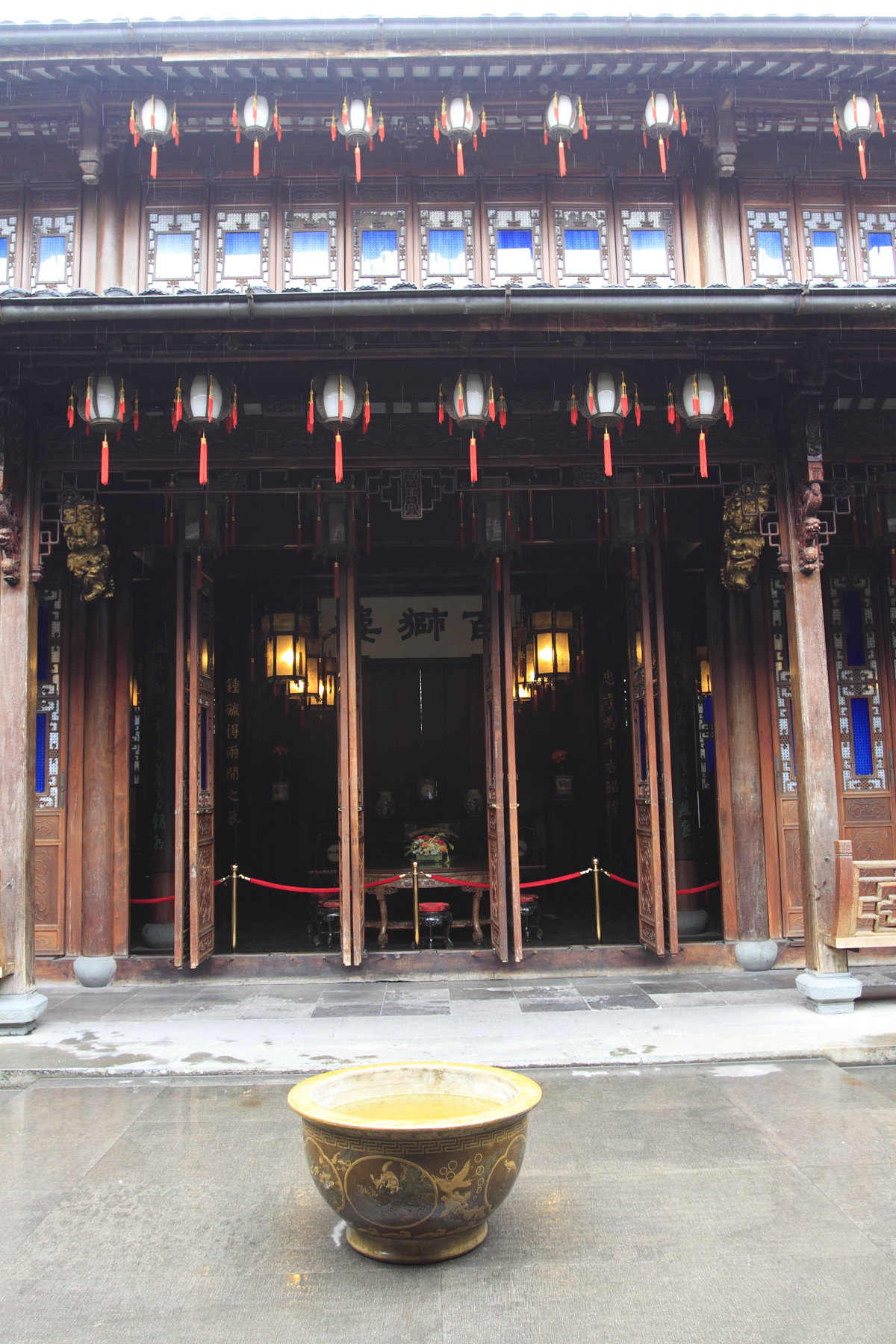
百狮楼
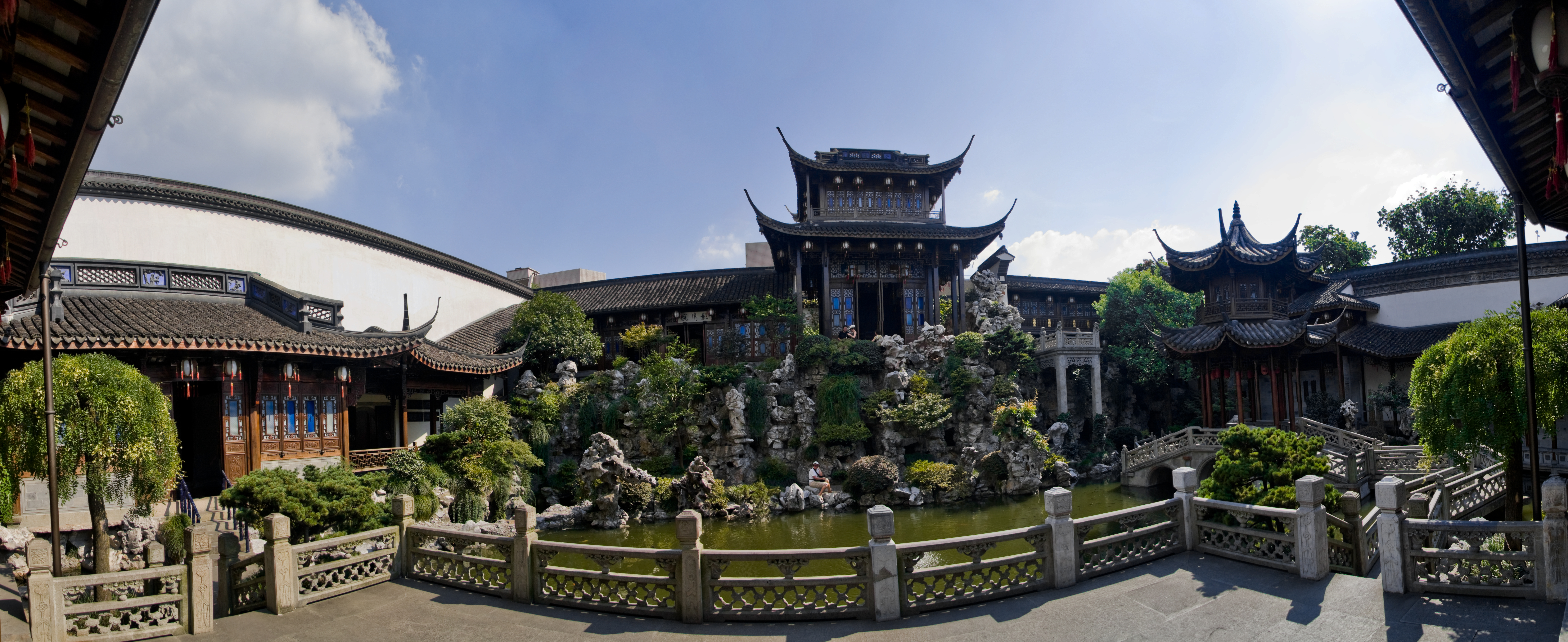
芝园
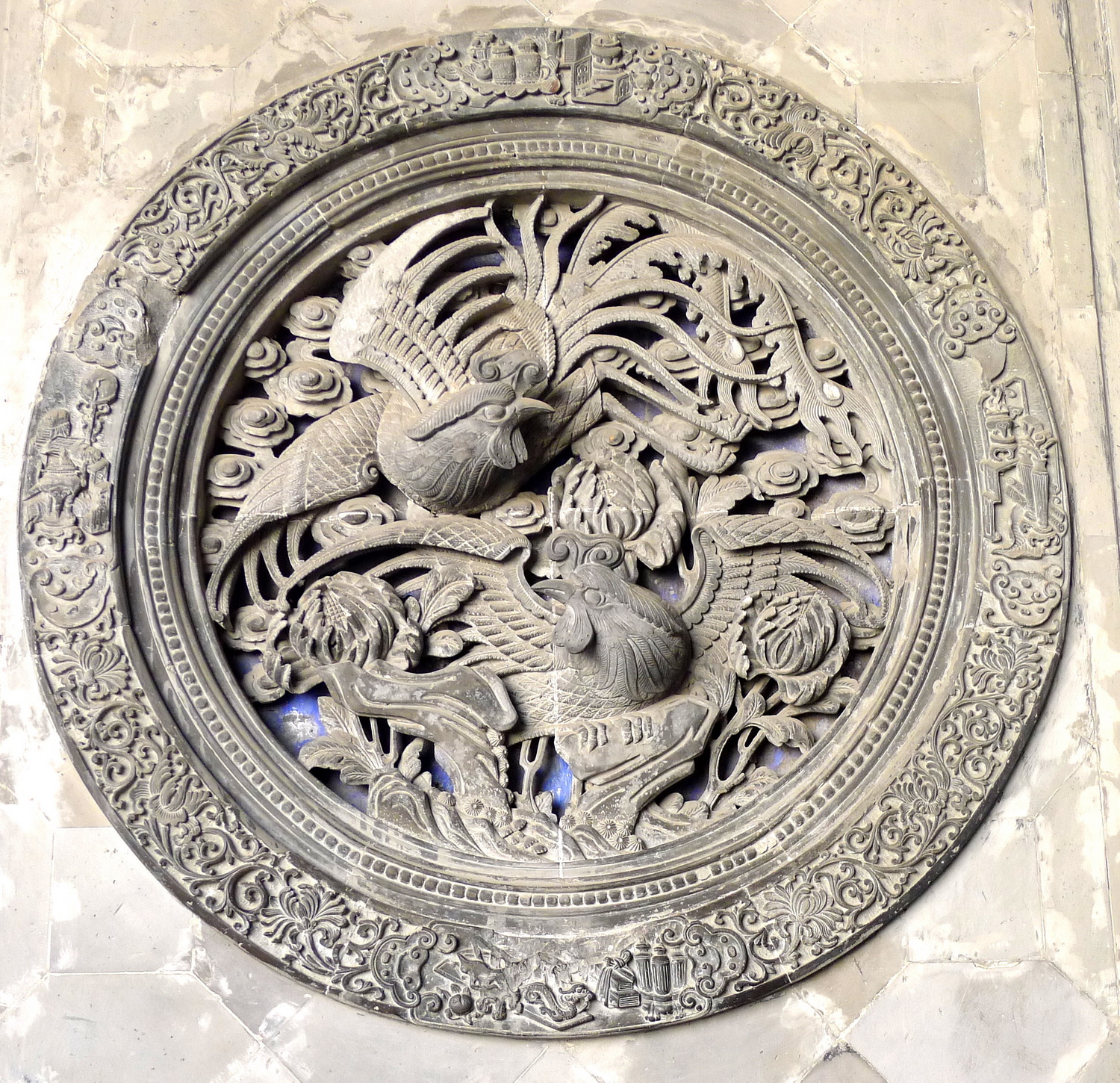
胡雪岩故居砖雕
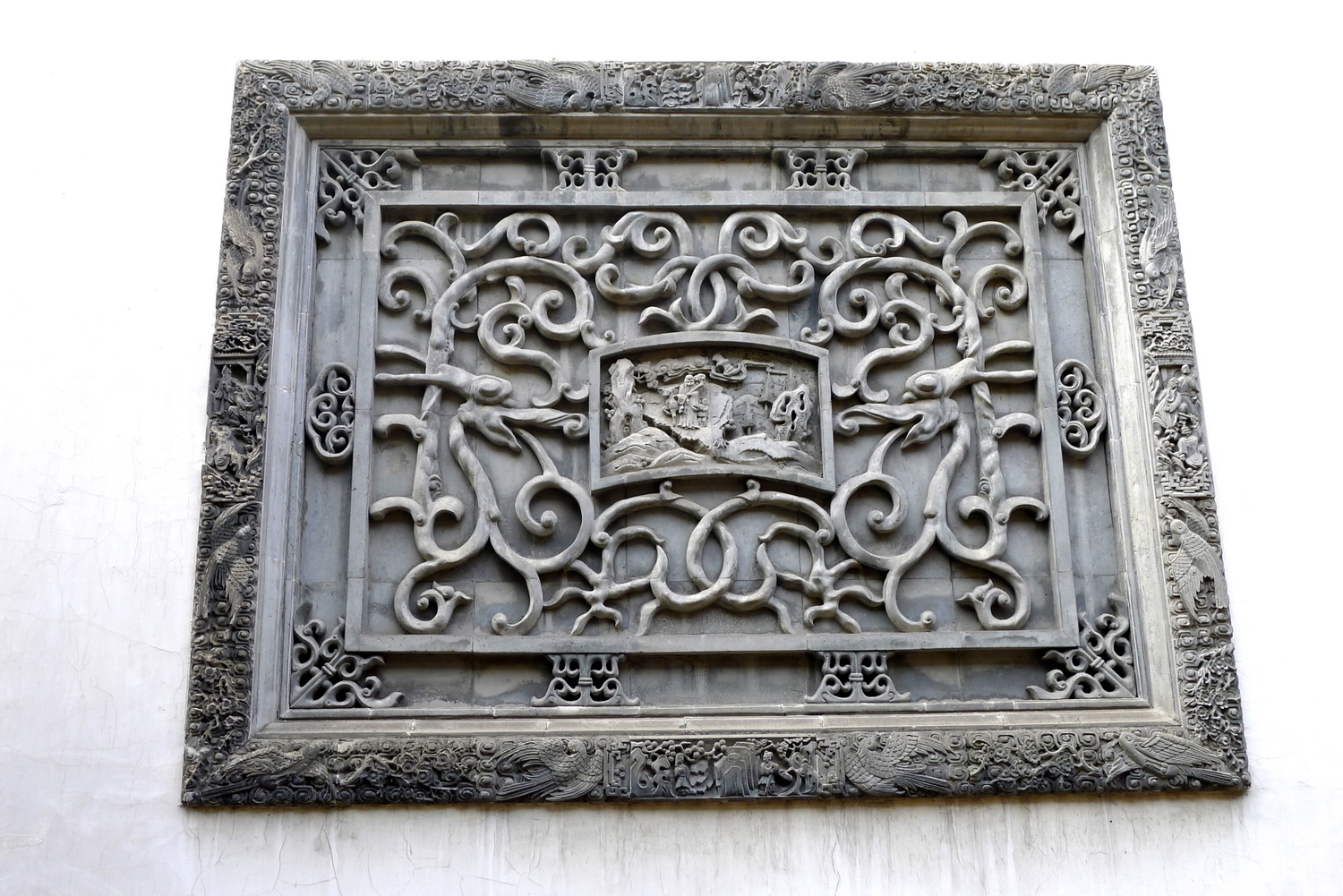
胡雪岩故居砖雕
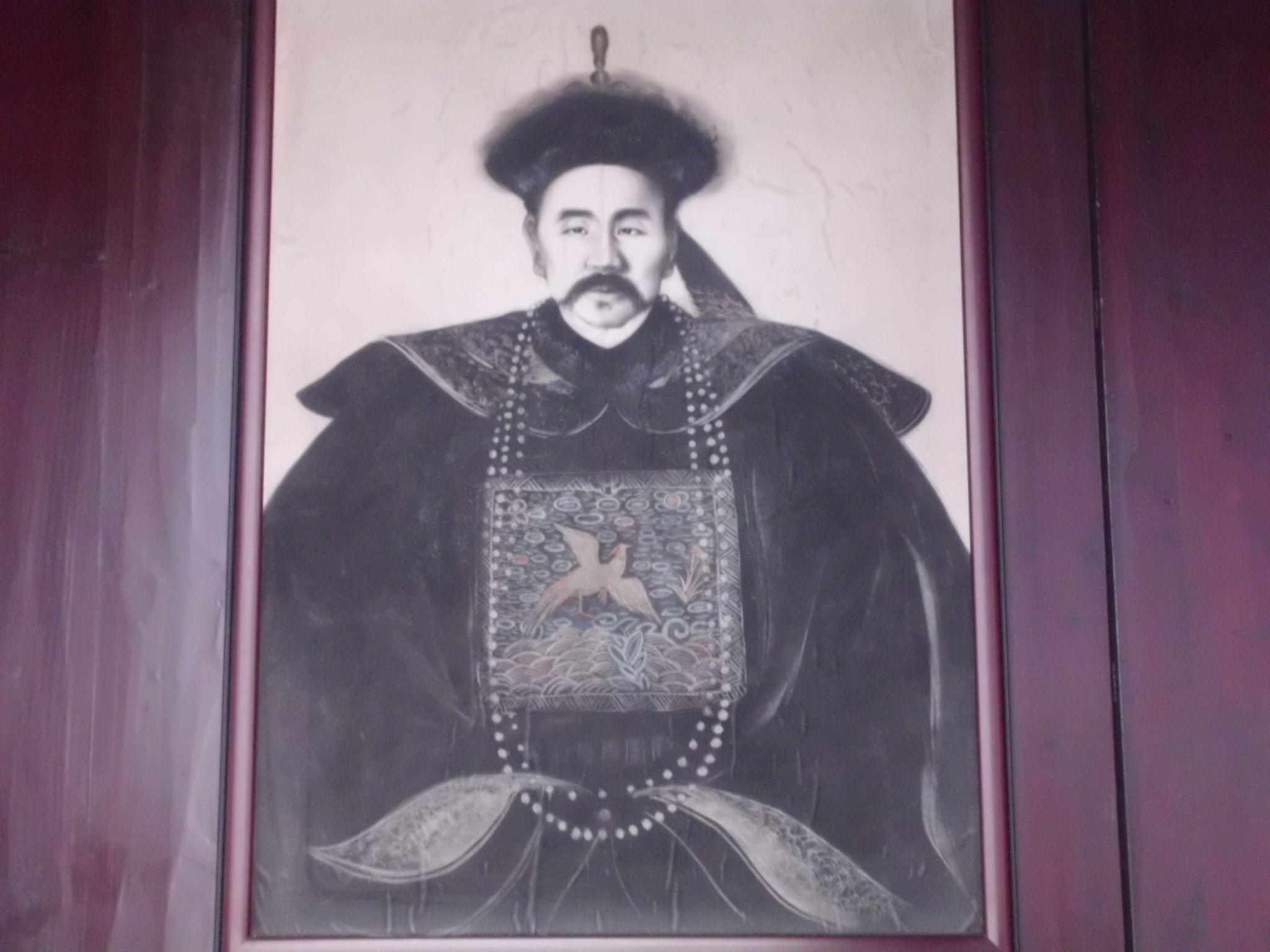
胡雪岩画像
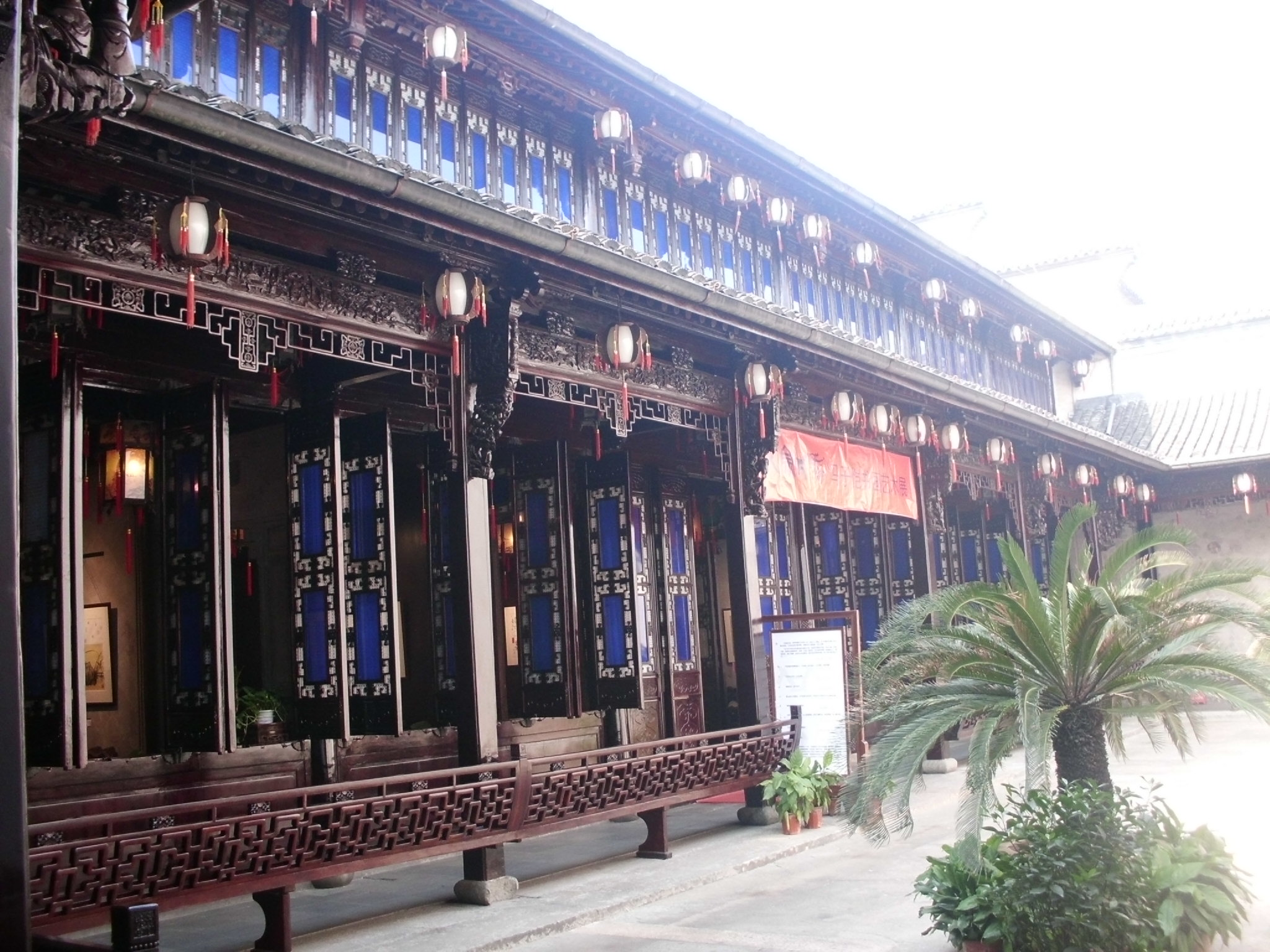
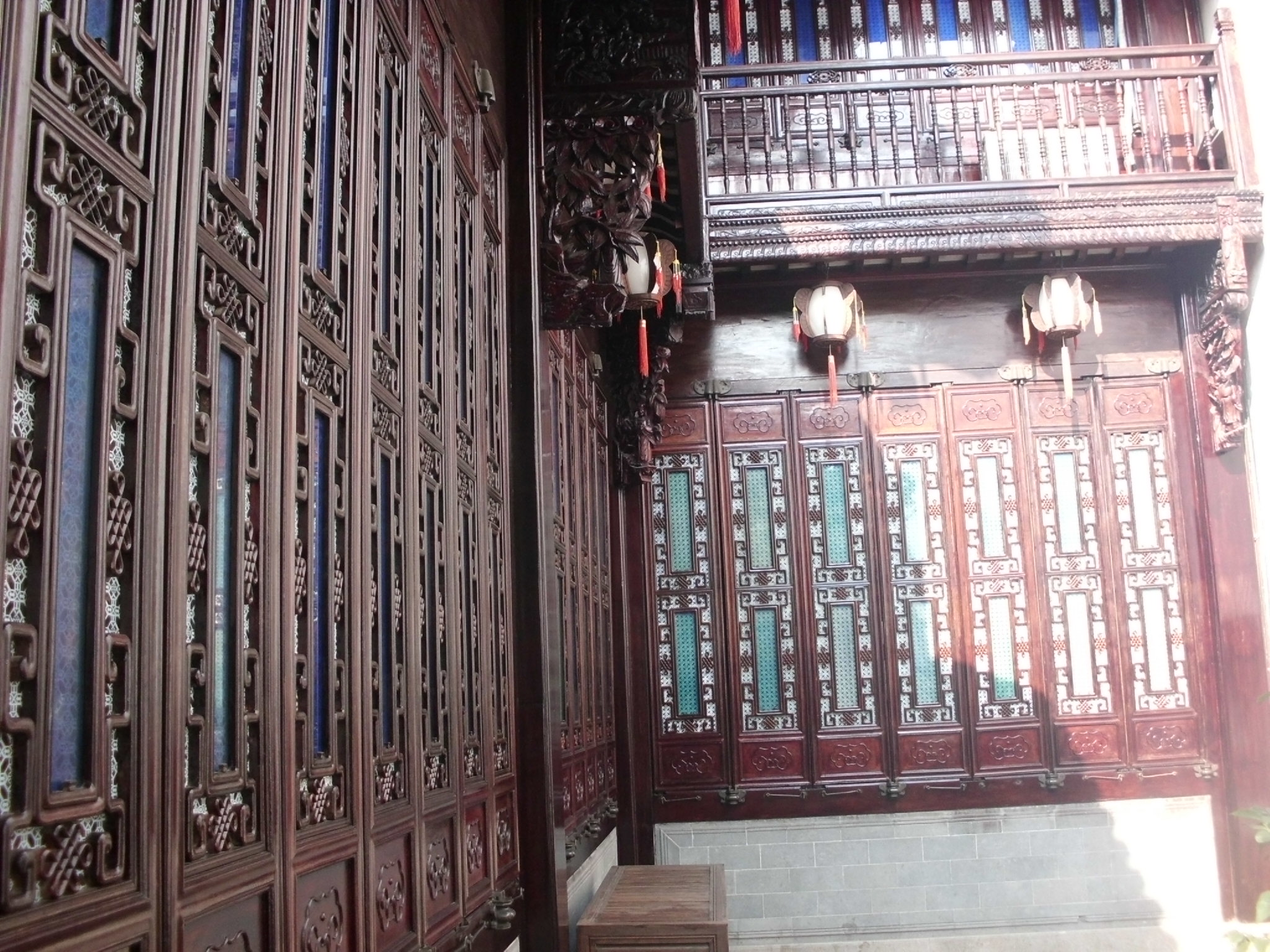
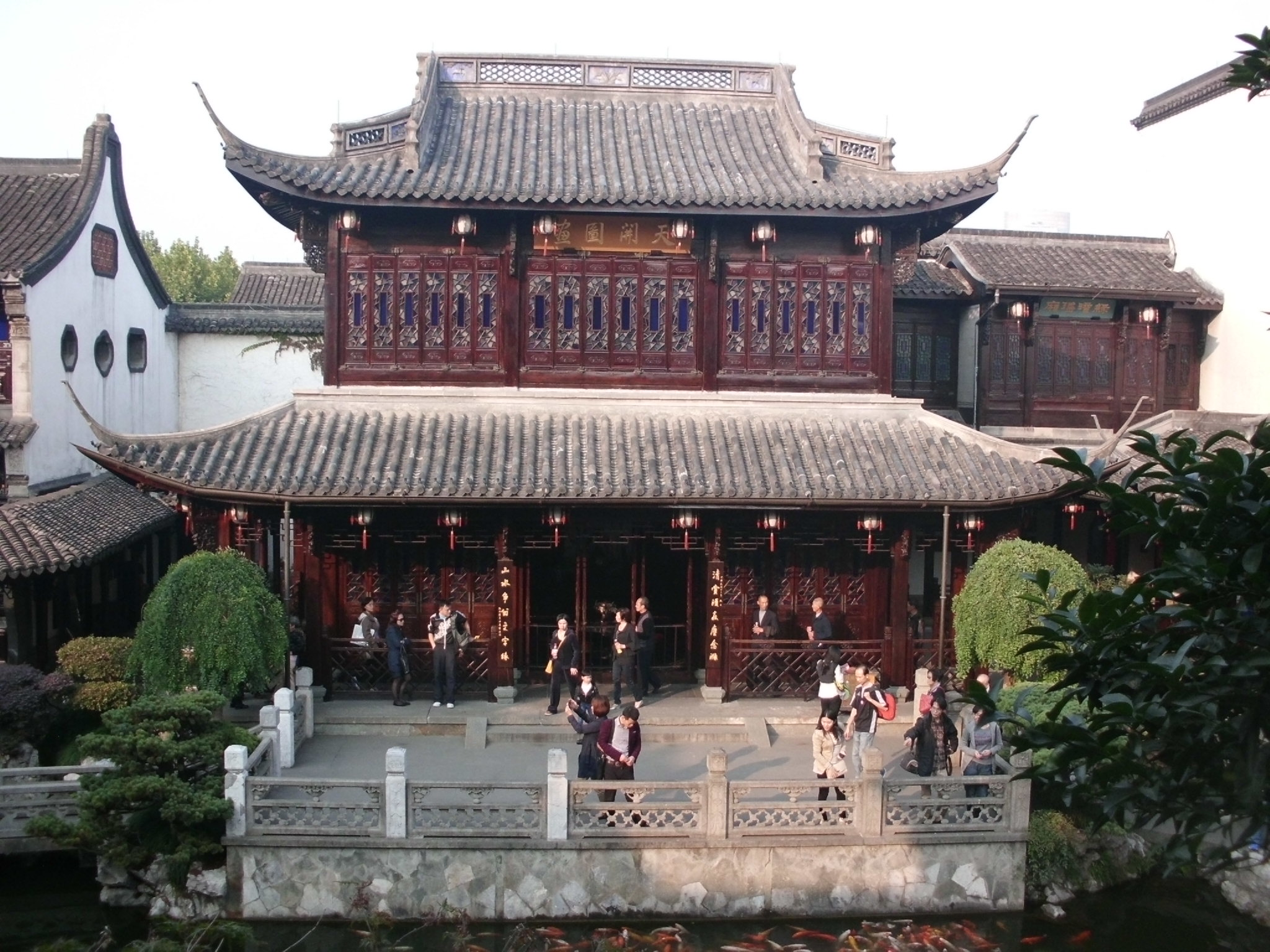
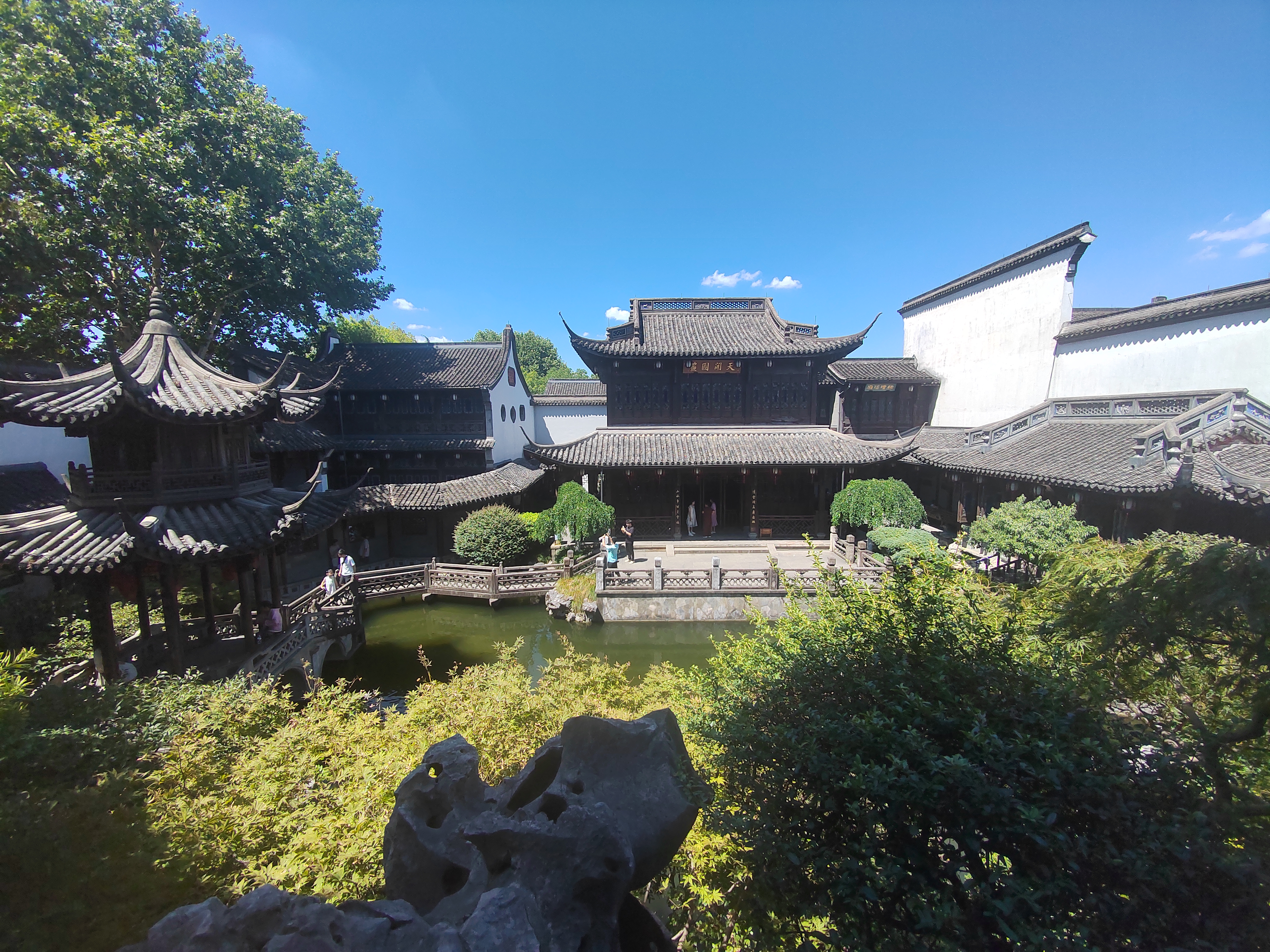

## 相关书籍
- 张建庭. . 文物出版社. 2004. ISBN 9787501015368.
- 高念华. . 文物出版社. 2002. ISBN 9787501013630.
- 马时雍 主编. . 杭州出版社. 2003. ISBN 9787806335536.